# 1907년 공황

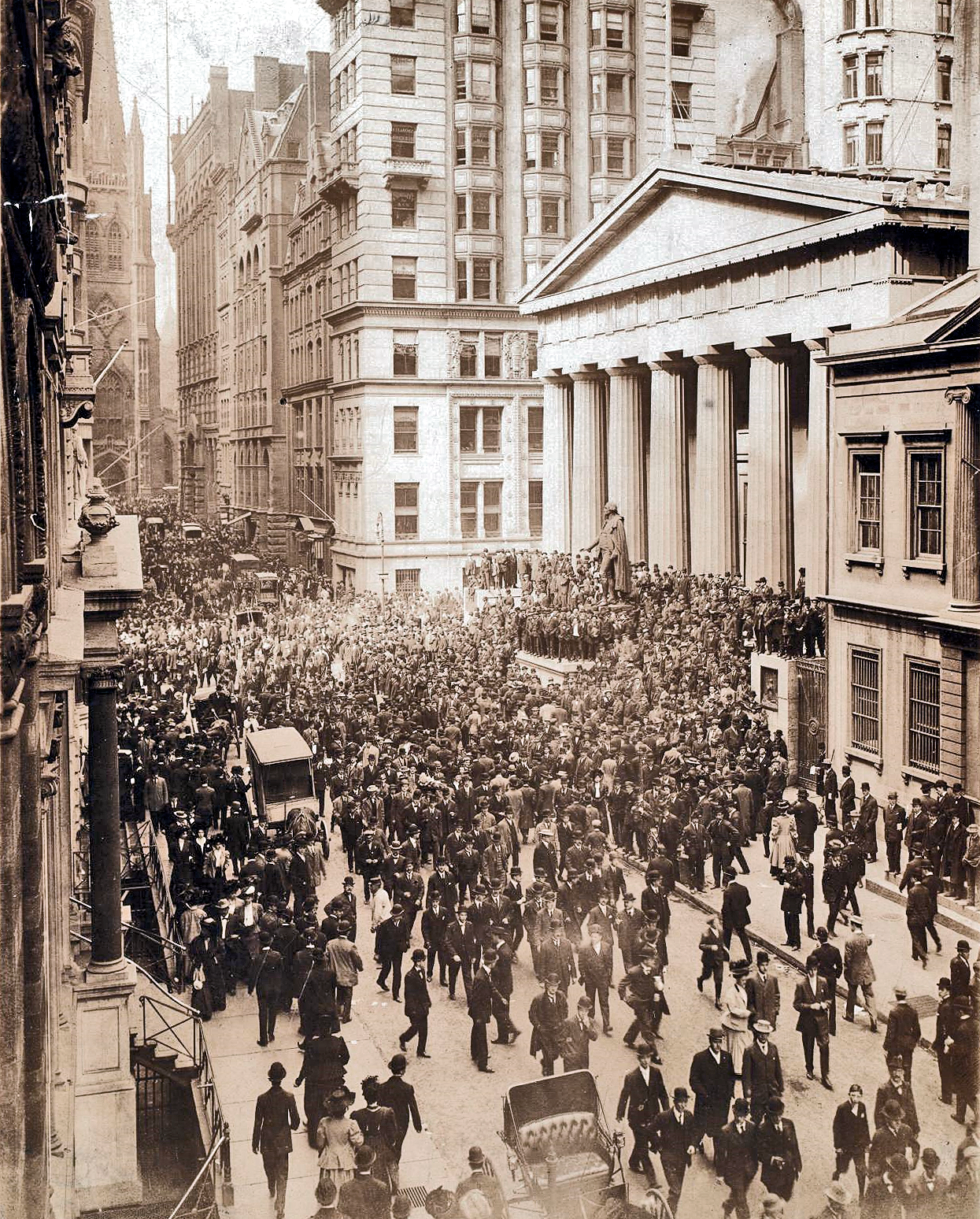
1907년 10월 금융위기로 월스트리트에 모인 군중. 오른쪽으로 페더럴 홀의 조지 워싱턴 동상이 보인다

 1907년 공황(Panic of 1907 또는 ‘1907년 은행 패닉’, 또는 ‘니커보커 위기’로도 알려져 있다)은 1907년 미국에서 발생한 경제 공황이다. 전례없는 세계적인금융위기 공황이었으며, 우리가 흔히 아는 1929년 대공황 전까지만 해도 대공황으로 불린 금융위기다. 뉴욕증권거래소 주가는 전년도 최고치에 비해 50 %까지 폭락해 다수의 은행과 신탁 회사에 뱅크런이 발생했다. 뉴욕에서 시작된 위기는 곧 미국 전역에 퍼져 많은 주법 은행, 증권 회사 또한 국내 은행이나 기업이 파산하고 실업자 수는 300만명에서 400만명에 달했다. 뱅크런이 일어난 가장 큰 이유는 과거 10~20년 간 금융 기업들의 자산이 매우 크게 늘어났는데도 관리가 부실하고 제대로 된 금융 규제가 없었던 신흥 시장 미국의 느슨한 금융기업 규제, 특히 트러스트(trust)라는 신탁회사에 대한 규제가 너무 없었던 나머지 최소 지금준비금이 매우 낮은 상태에서 보유한 많은 금융자산들을 전부 다 주식에 배분해도 문제가 없었다. 그런 느슨한 규제 때문에 뉴욕의 금융 기업들에 유동성이 부족했고, 뒤에 나올 신탁회사들의 금융시스템에 대한 낙후된 리스크 관리 때문에 뱅크런의 영향이 증폭되었다. 이 위기를 해결한 사람은 JP모건인데, 당시에는 중앙은행이 없었기에 금융 자본가였던 JP모건이 유럽에 머물다가 이 사건이 일어났다는 소식을 듣고 뉴욕에 와서 많은 금융기업들과 협업해서 자금을 지원하며 살릴 수 있는 금융기업은 자금을 지원하여 살리고 못 살리는 기업은 놔두는 식으로(금융위기 대응의 가장 정석인 방법이다.) 금융위기를 막고 경제를 살려냈다.

## 개요
1900년대 초 치렀던 전쟁 때문에 자본이 부족했던 유럽 국가(영국, 독일)들이 자본을 가져오기 위해 금리를 인상하면서 자본이 많이 필요했던 신흥시장 미국에서 자본이 빠져나가기 시작했다. 그리고 동시에 1907년 10월 몬태나의 구리왕(Copper King)이라고 불렸던 F. 오거스터스 하인츠 등이 자신이 보유한 금융기업과 관련이 있어 시세를 의도적으로 조작할 수 있는 기업인 ‘유나이티드 구리 회사’(United Copper Company)의 주식을 사재기하고 바로 매도하여 차익거래를 하려 했던 것이 공황 발생의 계기가 되었다. 첫 번째 시도는 잘 되었으나 두 번째의 시도에서 그들의 매집은 실패로 끝났고, 이에 따른 손실이 사람들에게 알려지면서 하인츠 팀에게 자금을 지원했던 은행들이 대출 손실을 입었을 것이라 본 사람들은 ‘상업국립은행’을 비롯한 2개의 투자은행, 1개의 상업은행에서 예금을 인출하기 시작했고 이 3개 은행들은 파산하게 되었다. 이 예금 인출 소란은 곧 다른 은행과 신탁회사에도 확산되었는데, 하인츠 팀에게 직접적으로 자금을 지원했던 앞의 3개 은행들을 제외하면 다른 은행들은 실제로 손실이 미미했으나, 이런 손실들이 빠르게 알려지고 앞 3개 은행들에게서 매우 갑작스러운 뱅크런이 대규모로 순식간에 일어나자 사람들은 판단력을 상실하여 자금 지원에 직접적인 관련이 없거나 적었던 은행들과 신탁회사들에게서도 자신들이 가지고 있는 예금의 인출을 대규모로 하기 시작했다. 사람들은 앞에서 파산한 3개의 은행들과 금융 자산의 크기가 비슷한 은행들, 신탁회사들을 중심으로 인출을 했는데 그 기업이 바로 ‘니커보커 신탁회사’(Knickerbocker Trust Company)이며 이 기업이 갑작스러운 대규모 예금들의 인출로 인해 파산하여 영업 정지를 당하면서 위기가 본격적으로 증폭되었다. 니커보커 신탁회사의 도산과 관련 금융기업에서의 뱅크런에 불안을 느낀 예금자들은 모두 은행에서 현금을 인출하려 했다. 지방 은행은 시중 은행에서, 전국의 시중 은행은 뉴욕 은행에서 예금의 회수를 시도했다. 이 때문에 전국적으로 대부분의 은행에서 지급을 제한하였고, 많은 은행들이 준비금 고갈로 파산했다.

당대 최고의 금융 자본가였던 JP 모건(존 피어폰트 모건)은 위기가 심해지는 것을 막을 수 있었다. JP 모건은 신탁회사 회장들을 전부 불러모아 신디케이트 자본을 모아서 유동성을 확보하고 금융시스템을 보호하기 위해 자신의 금융자산을 사용했을 뿐만 아니라 뉴욕의 은행, 신탁회사를 설득해 구제금융 신디케이트를 만들었고 자금을 지원하면 살 수 있는 기업 즉, 금융자산의 질이 좋으나 당장의 유동성만 없는 기업에 자금을 지원하고 금융자산의 질이 좋지 않은 기업이어서 자금을 지원해도 파산할 수밖에 없는 기업은 놔두는 식으로 기업들에게 자금을 지원하여 파산의 연쇄고리를 끊기 위해 노력했다. (니커보커 신탁회사는 자금을 지원해도 금융자산의 질이 좋지 않아 살 수 없는 기업에 해당되어 놔뒀다.) 당시 미국은 시장에 유동성을 주기 위해 중앙은행이 존재하지 않았기 때문에 모건이 그 역할을 한 형태가 되었다.
많은 금융기업들, 신탁회사들의 파산과 구제 뒤에 잠시 파산의 숫자가 잠잠해져서 한동안 위기가 드러나지 않았으나 11월 초에 새로운 문제가 불거져 나왔다. 대형 증권사 무어 앤 슐레이(Moore & Schley)가 ‘테네시 석탄 철강 철도 회’(Tennessee Coal, Iron and Railroad Company, 이하 TC & I)의 주식을 담보로 3000만 달러가 넘는 큰 규모의 대출을 받았던 사실이 밝혀졌다. 불안정한 시장의 여파를 받아 TC & I 사의 주가가 폭락하면서 그 주식의 담보 가치가 내려가니 금융기업에 대한 뱅크런 등으로 유동성이 많이 없었던 때에 갑자기 큰 규모의 마진콜을 당하면서 시장은 새로운 위기를 맞았지만, J.P모건이 주도하여 생긴 철강기업 US 스틸 사의 TC & I 인수로 급한 불을 끄게 되었다. 또한 당시 독점 자본을 배척해온 인물이었던 미국 대통령 시어도어 루스벨트도 매우 급한 상황이었으니 그 인수를 묵인해 주었다. 그 이후로 경제는 다시 회복되고 성장을 이어나간다.
위기 이듬해 존 록펠러 2세의 장인으로 알려진 넬슨 W. 앨드리치 상원 의원은 〈앨드리치 브리랜드 법〉안을 초안했고, 그 법에 따라 1907년 공황에 대한 조사와 다가올 위기에 대한 해결책을 제언하기 위해 국가 금융위원회가 설립되었다. 이 조직은 이 후 ‘연방준비제도’ 설립의 첫 걸음이 되었다.

## 경제 상황

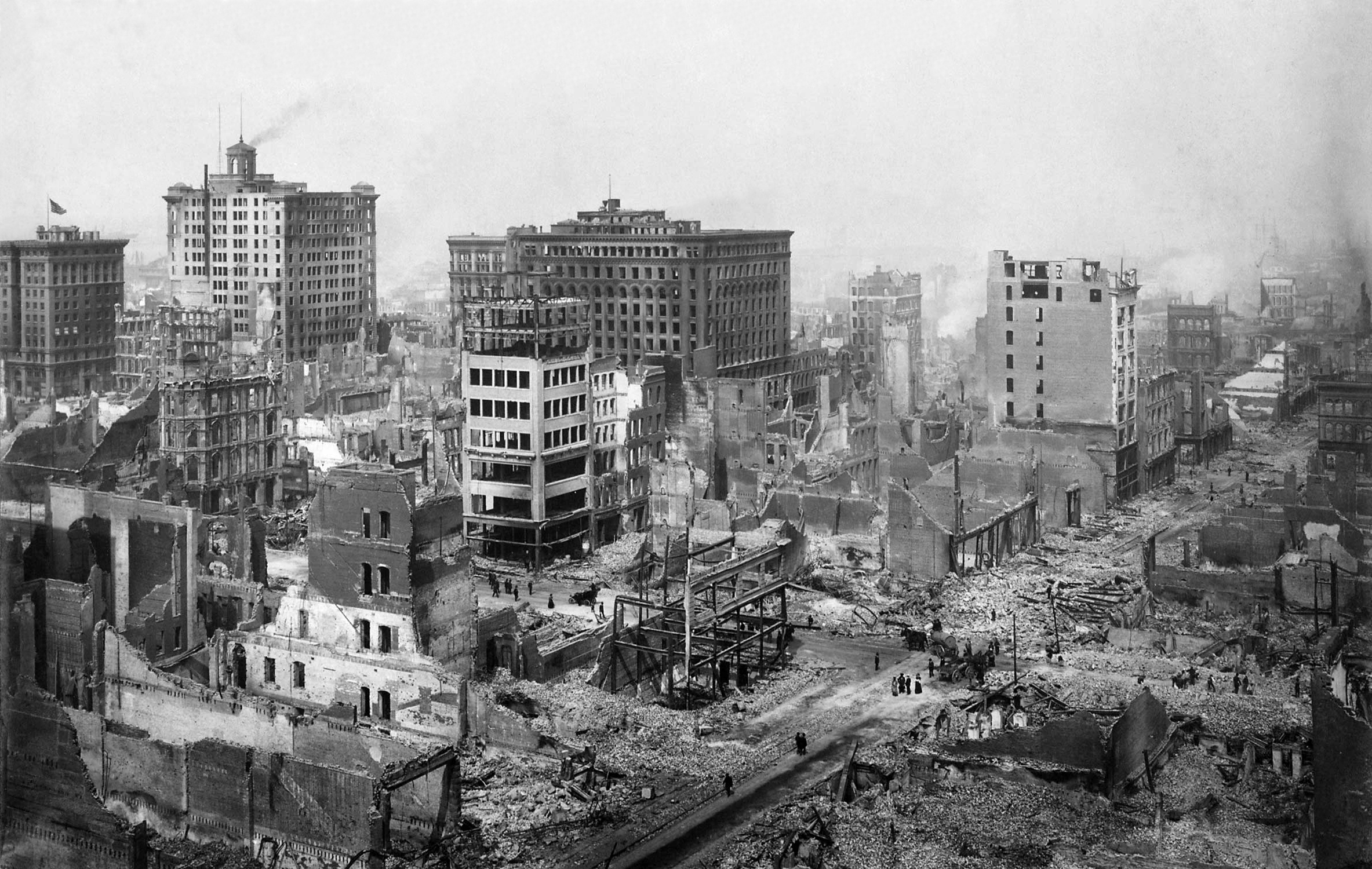
1906년 4월에 일어난 샌프란시스코 지진

1836년 당시 미국 대통령 앤드류 잭슨이 미합중국 제2 은행의 면허 갱신을 거부한 이후 미국은 중앙은행 부재 상태가 계속되고 있었다. 이 때문에 뉴욕의 화폐 공급량은 농업주기의 자금 수요에 따라 불규칙적으로 오르내렸다. 금융 시스템이 매우 낙후되어 있었다. 매년 가을 수확기에 수확물을 매입을 위해 회계 자금이 필요했고, 그 흐름을 억제하기 위해 금리를 올렸지만, 미국 이외의 투자자는 반대로 이 금리 상승을 기다렸다가 자금을 뉴욕에 보내며 이자 소득을 올리고 있었다. 1906년 1월 이후 다우 존스 산업평균지수는 103 달러의 최고치를 기록했으며, 그 해에도 시장이 연초에는 온화한 추이를 보이며 그렇게 큰 변동이 없을 것이라고 예상했다. 1906년 4월 샌프란시스코 지진으로 샌프란시스코가 엄청난 피해를 입자 시장이 폭락장세를 보이며, 불안정한 상태에 빠졌다. 이것을 되살리기 위해 과도한 자금이 뉴욕에서 샌프란시스코로 흘러 들었다. 또한 1906년 말에는 영국은행이 지표 금리를 인상했다. 이것은 영국의 보험회사가 미국의 보험 계약자에 많은 보험금을 지불하기 위해 영국에서 미국으로 대량의 돈이 유입되어 런던 자본 시장의 유동성이 떨어져 영국에서 돈이 고갈되는 것을 방지하기 위해서였다. 1906년 1월이 피크였던 뉴욕증권거래소 주가는 같은 해 7월까지 18% 하락했지만, 9월말에는 하락분의 절반 정도를 회복하고 있었다.
1906년 7월에 시행된 〈헵번 법〉(Hepburn Act)으로 주간 통상위원회에서 철도 운임을 결정할 권한이 부여되었고, 철도 회사의 주가는 하락했다. 1906년 9월부터 1907년 3월까지 주식 시장은 하락하였고, 주식 시가 총액은 7.7% 감소했다. 3월 9일부터 26일 사이에 주가는 또한 9.8% 떨어졌다. 이 1907년 금융위기의 해결사였던 JP모건은 그해 3월 13일 매년 하던 대로 유럽으로 여행을 떠났다. 다음 날인 14일, 기업들의 기록적인 순이익에도 주가가 폭락했다. 투자은행들이 문을 닫았고, 금리가 급등했다. 다우존스는 25% 폭락했다. 뉴욕에 있던 JP모건의 파트너들은 엄청난 주가 폭락의 원인이 제대로 밝혀지지 않고 있다고 알렸다. JP모건이 재무부가 개입한다고 들었기 때문에 뉴욕에 있는 파트너들이 증권시장 안정 기금을 만드는 것을 반대했으나 그래도 뉴욕의 금융 자본가들은 사태가 더 악화될 때를 대비해 각 금융기업마다 250만 달러를 기금에 넣었다.
재무부의 개입과 금융기업들의 증권시장 안정 기금의 조성이 널리 알려지면서 시장은 재빠르게 안정되어 갔으나, 시간이 가면 갈수록 증권시장은 계속 미끄러졌고 기업과 투자은행들의 파산이 계속되며 상업은행의 지급준비금이 지속적으로 감소했다.
경제는 여름 내내 불안정한 상태로 이어졌다. 시스템에 타격을 주는 충격이 연달아 일어났다. 당시 대출 담보로 가장 널리 사용되고 있던 유니온 퍼시픽 철도 주식이 50% 포인트나 하락했다. 그해 6월에는 뉴욕 채권이 하락했고, 7월에는 구리 시장도 폭락해 8월에는 스탠더드오일 사에 대해 〈반독점법〉 위반으로 2900만 달러 이상의 거액의 벌금이 부과되었다. 1907년이 시작된 지 9개월 만에 주가는 24.4%나 하락했다.
1907년 봄 금융시장이 요동했다. JP모건이 모건은행에서 주도해서 만들어진 트러스트 기업이자 미국의 대표적인 기업인 US스틸의 실적이 매우 좋았으나 여전히 기업 실적과 무관하게 세계적인 신용경색은 쉽게 풀리지 않았다.
미국 샌프란시스코 시 정부는 뉴욕에서 지방채권을 발행하려고 했으나 실패했고 이집트의 증권시장은 붕괴했으며 이집트를 살리려던 영국 중앙은행 영란은행이 긴급 자금 지원을 했으나 이번에는 영란은행이 현금 기근에 시달렸고, 많은 사람들은 증권을 던지고 금으로 바꿨다. 전형적인 패닉의 상황이 되었고 그만큼 미국 재무부의 금 지급준비금은 줄어들고 있었다.
1907년 여름 보스턴 시, 뉴욕 시 정부가 지방채권을 발행했으나 파리만 날릴 뿐이었다. 모든 사람들이 현금을 쌓고 있었다. 유동성이 말라버린 상황이 된 것이다.
뉴욕 메트로폴리탄 철도 기업과 몇몇 철강제조 기업이 끝내 유동성 위기에 몰려 파산했으며 한여름인 1907년 8월 10일에는 미국 증권시장이 곤두박질쳤다. 미국 뉴욕타임스는 증권시장이 미끄려져서 300억 달러가 나갔다고 전했다.
7월 27일자 미국 상업지 《더 커머셜 앤 파이낸셜 크로니클》(The Commercial & Financial Chronicle)은 당시의 시장 상황을 다음과 같이 전하고 있다. "시장은 여전히 불안정하다 ... 밝은 희망이 보이나 했더니 이번에는 파리에 금 유출 정보가 새롭게 전해져 모처럼 올라갔던 시황이 동요되고, 가치 상승도, 희망도 어디론가 사라져 버렸다. "1907년 4월과 5월에 이집트에서, 5월과 6월에는 일본에서 또한 독일 함부르크와 칠레는 10월 시작으로 미국 외에서도 뱅크런이 여러 차례 발생했다.
여기서 알 수 있듯이, 우리가 잘 아는 1929년 대공황 전까지만 해도 대공황으로 불릴 만큼 세계적인 금융위기였다.
1907년 금융위기의 직접적인 원인은 유나이티드 코퍼라는 구리 광산기업에 대한 찰스 모스, 오거스터스, 하인츠 등의 주식 매입작전의 실패였으나 근본적인 원인은 유럽에서 발생한 것이었다. 1907년 당시 미국과 세계는 금 본위제를 사용했는데, 급격한 산업과 사업의 생산성 향상이라는 성장의 속도와 견주어 볼 때 전 세계의 금 생산량의 속도는 그것을 따라가지 못했다. 통화 공급이 금 본위제 때문에 잘 이루어지지 못한 것이다. 또한 마침 1907년 초에 발생한 보어 전쟁과 러일 전쟁은 서구 금융시장의 현금을 대거 소진했다. 서구 금융시장의 자본을 소진하게 되니 이 서구 유럽 국가들의 중앙은행들은 경쟁적으로 금리를 인상하기 시작했다. 미국은 신흥국이어서 많은 자본을 필요로 하게 되었는데 유럽 국가들이 금리를 올리니 미국에서 자본이 빠져나갔다. 심지어 본격적인 위기가 시작된 1907년의 그 때는 낙후된 금융시스템이 드러나는 계절인 가을이기도 했다.
많은 안좋은 사건들이 중첩되어서 일어났던 세계적인 금융위기가 이 1907년의 공황이었다.
또한 1907년 그 당시에는 2만 1천개의 은행들이 존재하고 있었는데, 금융시스템의 생산성이 낮고 매우 낙후되었기 때문에 공동 보조를 맞추기 위한 협의기구나 유동성 위기 대응을 위한 공동 지급준비금 등의 위기 대응책 같은 것이 없었다.
중앙은행도 없었기에 은행들에게 갑자기 많은 예금 인출, 즉 뱅크런이 일어난다면 해결할 방법도 없었다.
제일 중요하게도 1907년 공황의 주범이었던 신탁회사는 금융시스템에서 가장 약한 고리였는데, 이 신탁회사들은 변변찮은 지급준비금으로 다양한 머니 게임을 벌였고 심지어 벤처 투자에도 많은 비율의 금융자산을 배분할 수 있었다. 신탁회사 관련 법적 규제가 아예 없었다. 이런 약한 금융시스템 상황에서 뱅크런이 일어난다면 도미노처럼 대량으로, 매우 쉽게 파산하게 된다.

## 위기

### 유나이티드 구리 회사의 주식 사재기
1907년의 공황은 F. 오거스터스 하인츠 소유의 ‘유나이티드 구리 회사’(United Copper Company)의 주식 사재기가 계기가 되어 시작되었다. 오거스터스 하인츠는 몬태나주 뷰트의 구리 광산으로 회사를 만든 사업가로 1906년에 뉴욕으로 옮겨 악명 높은 월스트리트 은행가 찰스 W. 모스와 밀접한 관계를 맺고 있었다. 모스는 제빙회사의 설립과 증기선 회사 인수 등으로 성공했지만, 모스와 그의 동료는 하나의 금융 기업의 주식을 매입 그것을 담보로 빌린 돈으로 다른 금융 기업의 주식을 사들이는 수법으로 은행 네트워크의 지배 지분 획득을 계획하고 있었다. 하인츠도 이 계획에 합승하여 1907년 초에는 적어도 6개의 국립은행, 10개의 주립은행, 5개의 신탁사, 4개의 보험사를 지배하게 되었다.

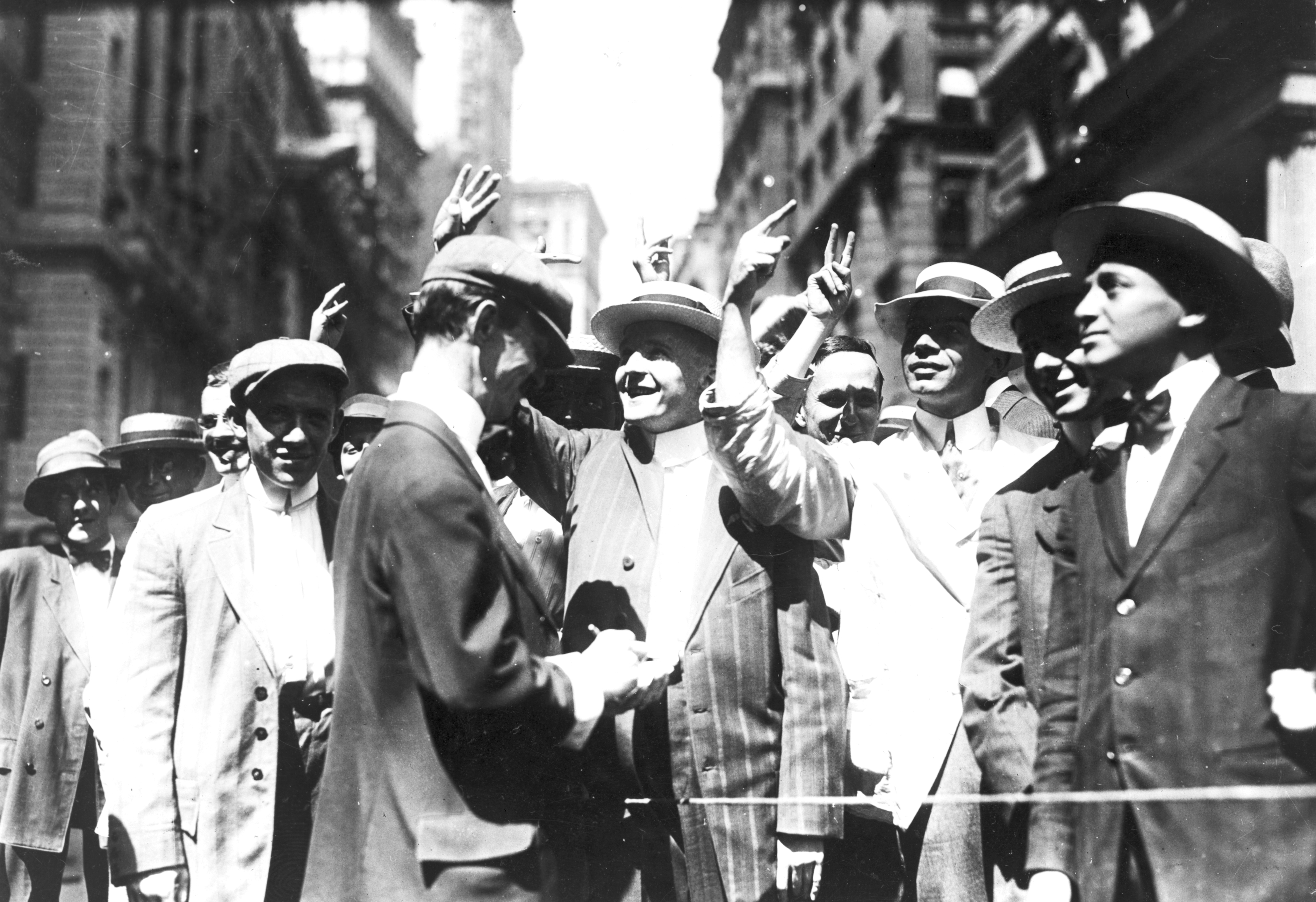
뉴욕증권거래소의 장외 거래소. 위기는 이러한 장외 거래를 통해 발생했다. 이 장외 거래소는 이후 미국증권거래소가 되었다.

유나이티드 구리 회사의 주주이자, 임원이기도 했었던 오거스터스 하인츠의 형 오토 하인츠는 하인츠 모스 연합의 주식 동향을 체크하면서, 유나이티드 구리 회사의 주식을 비공개로 대출하여, 공매도를 하면 되지 않을까라는 생각을 하게 되었다. 이러한 거래는 빌린 주식의 값이 모두 떨어질 것으로 예측하고 시장가로 주식을 팔아 실제 가치가 떨어지면 주식의 반환을 요구해도 하락한 가격으로 환매 차액이 자신의 이익이 되는 것이었다. 오토는 유나이티드 구리 회사 주식의 대부분을 자신들 하인츠 형제가 보유했다고 믿고 하인츠 형제 측이 적극적으로 주식을 매입하여 주식의 대부분을 정말 소유함으로써 공매도를 하는 쪽이 유나이티드 구리 회사의 주식을 매입할 수밖에 없는 상황을 만들려고 했다. (매입 방식이 매도 방식을 공격하는 전술을 ‘결속’이라 한다) 하인츠 측이 대다수의 주식을 사재기하면 주식의 반환을 요구하는 공매도 측은 주식을 고가로 매입하거나 하인츠 형제의 호가로 직접 청산할 수밖에 없으며 형제는 큰 차익을 손에 넣을 수 있다는 계산이었다.
1907년 가을 10월 초, 오토와 오거스터스, 그리고 찰스 모스는 이 계획에 대한 자금줄을 찾았고, 과거 모스의 계획에 자금을 제공한 적이 있는 뉴욕 시 세 번째 규모의 니커보커 신탁회사의 사장 찰스 바니를 만났다. 회동에서 모스는 오토에게 결속하려면 자금이 더 필요하다고 말했고, 바니는 자금 지원을 거절하고 오거스터스도 이때는 이 계획을 찬성하지 않았다. 하지만 10월 12일 토요일 거래에서 공매도가 다시 이루어지고 있다고 보았던 오토는 비록 혼자서라도 사재기와 결속을 해야한다고 결심하고 그로스 앤 클리버그 사(Gross & Kleeberg)에 월요일 유나이티드 구리 회사 주식을 매집하라고 지시했다. 10월 14일 월요일, 유나이티드 구리 회사의 주가는 주당 39달러에서 52달러로 치솟았다. 10월 15일 화요일 결속 준비가 갖추어 졌다고 생각한 오토는 유나이티드 구리 회사를 보유하고 있던 증권사 20개 곳에 그 보유 주식을 오후 2시에 넘기도록 통보했다. 화요일 오전은 50달러에서 거래가 시작되어 차분한 움직임을 보였다. 하지만 오토는 시장을 잘못 읽고 있었다. 오후에 20개 모든 증권사가 통보된 대로 요청한 주식을 공출해 온 것이다. 주가는 한때 59달러까지 올라갔지만, 이양된 주식이 너무 많았기 때문에 하인츠 측이 수령을 거부할 수밖에 없었고, 증권사는 갈 곳을 잃은 손실 지분을 모두 시장에 매각했다. 유나이티드 구리 회사의 주식은 순식간에 급락했고, 주가는 몇 분 만에 50달러, 45달러, 그리고 36달러까지 하락세를 보였다.
다음 날 10월 16일 수요일, 유나이티드 구리 회사 주식은 30달러로 거래를 시작했지만, 그 직후 20달러로 떨어지며, 한때 10달러까지 폭락했다. 오토 하인츠의 계획은 맥없이 무너졌다. 유나이티드 구리 회사 주식은 뉴욕증권거래소 장외에서 거래되고 있었지만, 월스트리트저널(The Wall Street Journal)은 이 때의 모습을 다음과 같이 보도했다. “장외 거래 시장에서 이 같은 사태는 오랫동안 보지 못했던 것이다. 실제 장외에서 전문적으로 거래를 했던 베테랑들도 이런 일은 지금까지 본 적이 없다”고 말했다.

### 매점 실패와 뱅크런 발생
10월 16일 수요일, 매점이 실패했음을 인지한 오토가 주식 대금을 지불하지 않음으로써 오토의 지시에 따라 대량의 유나이티드 구리 회사의 주식을 매입했던 증권사 그로스 앤 클리버그가 영업 정지를 당했다. 다음 날 10월 17일, 목요일, 뉴욕증권거래소는 오토 하인즈 회사의 거래소 회원 자격을 정지시켰다고 발표했다. 한편 유나이티드 구리 회사의 주식은 폭락을 했고, 오거스터스 하인츠가 소유한 ‘버트 몬태나주 저축은행’(State Savings Bank of Butte Montana)이 채무불이행에 빠진 것으로 보도되었다.
이 은행은 당시 오거스터스 하인츠가 은행장이었던 뉴욕 시의 ‘국립상업은행’(Mercantile National Bank)의 대리은행(correspondent bank)으로, 대출 담보로 유나이티드 구리 회사의 주식도 보유하고 있었다.
유나이티드 구리 회사 주식의 매점 실패와 버트 몬태나주 저축은행의 파탄에 F. 오거스터스 하인츠가 관여한 것에 대해 상업 내셔널 은행의 임원진들이 받아들이기엔 너무 심각한 사항이었다. 비록 목요일 오전 11시에 오거스터스 하인즈 은행장이 사임했다고 발표를 했지만, 그때는 너무 늦고 말았다. 이미 유나이티드 구리 회사 주식의 폭락 소식은 확산되고 있었기 때문에, 예금자들은 일제히 상업 국립 은행에 예금을 인출했다. 상업은행은 며칠 동안 버틸 수 있는 만큼의 현금을 보유하고 있었지만 예금자들은 하인즈와 공모자였던 찰스 모스의 은행에서도 돈을 인출하기 시작했다. 뱅크런은 모스의 북미 내셔널 은행과 뉴암스테르담 내셔널 은행에서도 발생했다. 뉴욕 자금결제기구(NYCH)는 오거스터스 하인츠와 모스에 대한 나쁜 소문이 금융 시스템 전체에 미치는 영향을 우려하고 10월 20일 일요일 모스와 하인츠를 뉴욕의 금융 산업에서 배제할 것을 명령했다. 매점이 실패한 후 그 주말 사이에 발생한 뱅크런은 산발적이었지만, 이제는 하인즈가 관련된 은행에서 인출된 자금이 단순히 뉴욕의 다른 은행으로 예금을 갈아탄 것뿐이었다.
1주일 후 전국의 많은 지역 증권거래소가 문을 닫거나, 거래를 제한하고 있었다. 예를 들어, 피츠버그 시의 증권거래소는 1907년 10월 23일부터 세 달간 문을 닫았다.

### 니커보커의 영업정지와 공황의 본격적인 증폭

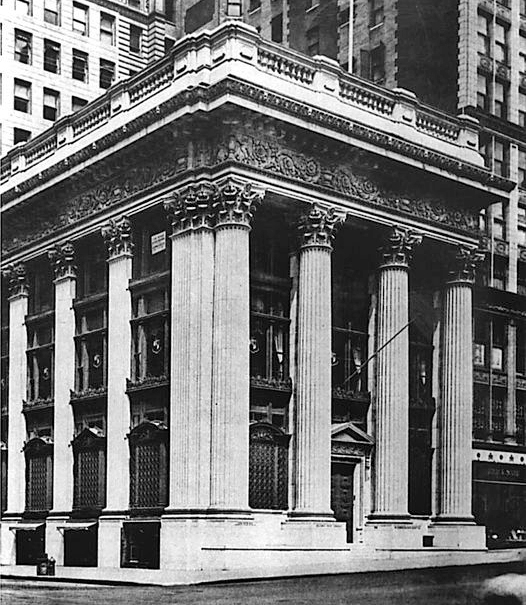
니커보커 신탁회사의 본부, 5번가와 34번가의 북서쪽 구석에 위치해 있다.

1900년대 초 미국의 신탁 회사는 급속한 성장을 이루고 있었다. 1897년에서 10년 동안 신탁 회사의 자산은 244% 증가했지만, 같은 기간 국법은행은 97% 증가, 주법은행은 82% 증가했을 뿐이었다. 이러한 신탁 회사 사장들의 대부분은 뉴욕의 사교계에서도 유명한 멤버들이었다. 가장 존경받는 인물 중 한명인 찰스 T. 바니는 유명한 자산가로 전 해군 장관 윌리엄 콜린스 휘트니의 여동생과 결혼하면서 그 인맥을 살려 금융계에서 출세하였고, 1897년부터는 뉴욕에서 3번째로 큰 신탁 회사였던 니커보커 신탁 회사의 사장에 취임해 있었다.
하지만 찰스 모스, 어거스터스 하인츠 두 명과 과거의 관계가 있었기 때문에 10월 21일 월요일, 니커보커 신탁 회사의 이사회는 바니 사임을 요구했다. (니커보커 사에서도 뱅크런이 10월 18일에 시작되었다). 그날 니커보커 신탁 회사의 결제 업무를 수행하고 있던 내셔널 뱅크 오브 커머스가 니커보커가 발행한 수표는 지불하지 않을 것이라고 발표했다. 10월 22일 화요일, 니커보커 신탁 회사에서 고전적인 뱅크런이 발생하였고, 은행 개장 때 로비는 사람으로 가득했다. 뉴욕타임즈가 보도하는 바에 따르면, “1명이 매장을 나오면 10명 이상이 예금을 인출하려 쇄도하였고, 질서 유지를 위해 경찰관 파견을 요청했다.” 개점 3 시간도 채 지나지 않아 800만 달러가 인출되었고, 니커보커 신탁 회사는 정오 경에는 영업을 중단할 수 밖에 없었다.
니커보커 신탁 회사에서 일어난 뱅크런과 영업 정지 소식은 순식간에 금융권으로 확산되었고, 어떤 은행도, 신탁 회사도 현금을 대출할 수 없게 되었다. 대출 금리가 급등하고 중개업자는 자금을 조달할 수 없었으며, 주가는 1900년 12월 이후 최저치를 경신했다. 패닉은 니커보커와 더불어 양대 신탁 회사인 미국 신탁회사(Trust Company of America)와 링컨 신탁회사(Lincoln Trust Company)로 확산되었다. 10월 24일 목요일에 파탄의 도미노가 도시를 덮쳤다. 제12 워드 은행, 엠파이어 시티 저축 은행, 뉴욕 해밀턴 은행, 브루클린 퍼스트 내셔널 은행, 뉴욕 국제 신탁회사, 브룩클린 윌리엄스버그 신탁 회사, 브루클린 버로우 은행, 브루클린 젠킨스 신탁회사로 번졌다. 그리고 10월 25일에는 로드아일랜드의 프로비던스 유니온 신탁회사가 영업 정지에 몰려 있었다.

### JP 모건의 개입

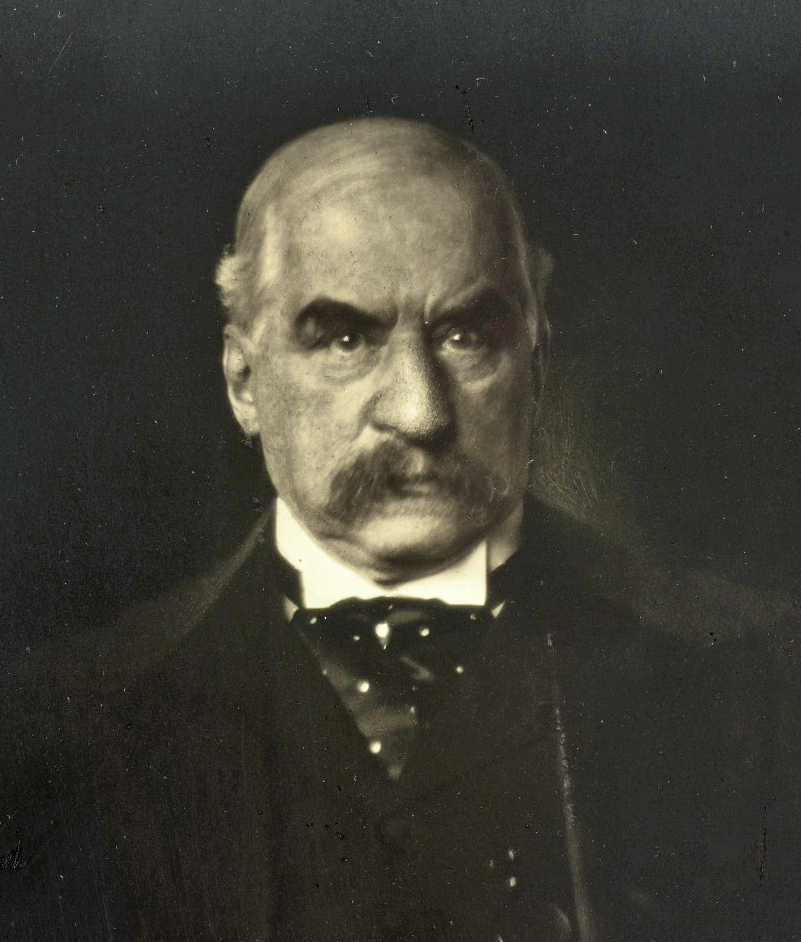
J. P. 모건, 뉴욕 시의 유력한 은행가로 1893년 패닉 때 미국 재무부를 위기에서 구했다.

혼돈이 뉴욕의 은행 간 신뢰 관계를 흔들기 시작했을 무렵 월가에서 가장 유명한 은행가는 시외에 있었다. 유럽 유럽에서 배를 타고 대서양을 건너 JP 모건 앤 컴퍼니의 회장이었던 J. P. 모건은 버지니아주 리치몬드에 있는 교회에서 열린 집회에 참석했다. 모건은 당시 뉴욕에서 가장 부유한 인물이었을 뿐만 아니라 가장 넓은 인맥을 가진 은행가였지만, 그는 1893년 금융 위기 때 미국 재무부를 구한 실적을 이미 가지고 있던 인물이기도 했었다. 위기의 정보가 취합되자, 모건은 10월 19일 토요일 심야에 월스트리트로 복귀했다. 다음날, 36번가와 매디슨 가가 교차하는 곳에 있는 통칭 ‘모건 라이브러리’에는 정보를 공유하려고(혹은 구원을 찾으려고) 뉴욕 각 은행장, 신탁 회사 사장들이 하루 종일 방문하였고 모건은 하루 종일 사태 파악에 노력했다.
모건은 니커보커 신탁 회사의 장부를 조사했고, 파산을 불가피한 것으로 결정하고 뱅크런에는 개입하지 않는다는 결론을 내렸다. 그러나 다른 한편으로 니커보커 파산의 영향이 다른 건전한 신탁회사로 번질 수 있다는 점을 인정하고, 그러한 건전한 금융 기관의 구제에 나서기로 결정했다. 10월 22일 화요일, 미국 신탁회사 사장이 모건에게 도움을 요청해 왔다. 그날 저녁 조지 F. 베이커(퍼스트 내셔널 은행장), 제임스 스틸먼(내셔널 시티 은행장) 미국 재무무 장관 조지 코텔류가 모건과 회담을 했다. 코텔류는 예치금을 보강하는 것을 돕기 위해 국고금을 은행에 예탁할 용의가 있다고 말했다. 벙커 신탁 회사의 업무 책임자였던 벤자민 스트롱 등에게 수요일 낮까지 미국 신탁 회사를 감사하도록 지시했다. 10월 23일 수요일 오후 밤샘 감사를 마친 스트롱은 “미국 신탁 회사에 충분한 지불 능력이 있다”는 결론을 모건, 스틸맨, 베이커에게 전달했다. 모건은 스트롱에게 “미국 신탁회사를 구제하는 것이 정당하다고 생각 하느냐”고 물었고, 스트롱은 “그럴 수 있다고 생각한다”고 대답하자 모건은 “그럼 문제는 이것으로 끝났다”라고 말했다고 한다.
미국 신탁회사에 소란이 시작되자 모건은 스틸먼과 베이커와 협력하여, 회사 자산의 유동성을 확보하기 위해 예금을 인출하려는 공탁자에게 지불할 만큼의 자금을 공급했다. 영업시간을 무사히 나서 은행은 살아남았지만, 모건은 다음날도 견뎌내기 위해서는 자금이 더 필요하다는 것을 알았다. 그날 밤 다른 신탁회사 사장들을 소집해 자정까지 설득해가며 825만 달러를 확보했다. 10월 24일 목요일 아침 코텔류 장관은 새로 2500만 달러를 뉴욕의 여러 은행에 예치했다고 발표했다. 또한 미국 최고의 백만장자 존 D. 록펠러도 1000만 달러를 스틸먼의 내셔널 시티 은행에 예금했다. 록펠러는 AP 통신의 책임자 멜빌 스톤에 전화로 “이 예금은 시민에게 신뢰를 심어주기 위한 것이며, 미국의 신용을 유지하기 위해서라면 자산의 절반을 담보로 내놓고 있다”고 말했다.

### 폐쇄 직전의 뉴욕증권거래소

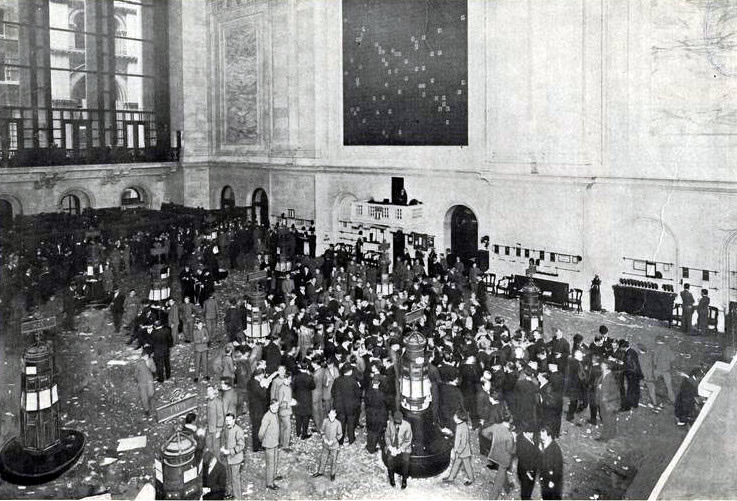
뉴욕증권거래소 장(1908년 사진)

10월 24일 미 재무부와 록펠러의 자금 공급이 있었음에도 불구하고, 뉴욕의 은행과 신탁회사는 마지못해 일반적으로 주식거래를 촉진시키기 위해 제공하는 단기자금을 융통했다. 이런 기금을 확보하지 못했기 때문에, 목요일 낮에는 주가 폭락의 징조가 보이기 시작했다. 10월 24일 목요일 오후 1시 30분 뉴욕증권거래소 회장의 랜섬 토마스는 모건의 사무실로 뛰어 “증권 거래소를 빨리 닫아야한다”고 말했지만 모건은 거래소를 평소보다 빨리 닫으면 시장은 오히려 혼란에 빠지게 된다고 강조했다.
모건은 뉴욕 각 은행장들을 그의 사무실로 오도록 요청했다. 은행장들은 오후 2시가 지나서 도착하기 시작했고, 모건은 사무실에 모인 은행장들에게 10분 이내에 2500만 달러를 준비하지 않으면 적어도 50개의 증권사가 영업정지를 당할 것이라고 알렸다. 이에 따라 2시 16분까지 14개 은행장이 거래소 폐쇄를 피하기 위해 총 2,360만 달러를 마련했다. 현금은 2시 30분에 거래소로 옮겨졌고, 30분 후 3시 정각 거래소가 마감할 때까지 1900만 달러가 대출되고 있었다. 이 자금 풀을 통해 거래소 폐쇄의 위기는 피할 수 있었다. 평소 모건은 언론을 기피하고 있었지만, 그날 밤 사무실을 떠날 때 기자들에게 다음과 같은 말을 남겼다. “사람들이 은행에 돈을 맡겨도, 모든 것이 괜찮을 겁니다.”
10월 25일 금요일에도 거래소는 “다음은 그 회사가 위험하다” 등의 소문이 난무하였고, 시장의 현금은 고갈되고 있었다. 모건은 다시 주요 은행장들과 회동을 갖고, 두 번째 자금 풀 구축을 요청했다. 하지만 이때 각 은행들 모두 기여를 약간 기피하였고, 결국 모인 자금은 970만 달러에 불과했다. 모건은 이 자금의 지출 조건으로 이 자금은 마진 콜(신용 판매)에는 사용하지 않기로 했다. 금요일 거래소 전체 거래량은 목요일의 2/3 정도였지만, 모건이 만든 자금 풀로 자금 수요는 충족되면서, 파산하는 증권사 없이 간신히 마감을 할 수 있었다.

### 신용 회복 노력과 뉴욕 파산 우려
모건, 스틸먼, 베이커 그리고 시내 다른 은행장들이 자금 풀을 무한정 마련할 수는 없는 노릇이었다. 심지어 미국 재무부조차도 자금 제공자로서 충분하지 못했다. 은행가들은 일반 대중의 신뢰 회복이 필수적이며, 신뢰가 회복되지 않으면 안된다는 결론에 도달했고, 2개의 위원회를 설치하기로 합의했다. 하나는 성직자에 협조를 요청하기 위한 위원회로 이것은 일요일 예배에서 사람들을 진정 메시지를 전하도록 교회에 건의하도록 활동하는 조직이며, 두 번째 위원회는 홍보위원회로 구제 금융 지원을 언론에 설명하는 것이었다. 다음 날(10월 26일) 토요일, 홍보위원회의 활동에 따라 일부 조간신문에서는 모건들의 노력을 기리는 시간벌기 기사가 지면에 게재되었다. 또한 당시 유럽에서 가장 저명한 은행가였던 로스차일드 경도 모건에 대해 ‘흠모와 존경’하는 마음을 전한다는 메시지를 보냈다. 신뢰를 회복하려는 시도로, 재무부 장관 코텔류는 워싱턴으로 복귀하면 최악의 상황은 지나갔다는 메시지를 월스트리트에 보내겠다고 동의했다.
월요일 자금의 유동성을 보장하기 위해, 뉴욕 자금 결제기구(New York Clearing House)는 은행간 현금을 해결하는데 교환할 수 있는 1억 달러의 대출 증서를 발행하여, 예금자들에 대한 현금 유보금을 보류할 수 있게 허용하였다. 이러한 것을 성직자들과 신문에서 홍보를 했으며, 현금으로 인한 은행 잔고의 방출로 그 월요일에 뉴욕에 질서가 잡혔다.
월스트리트에 알려지지는 않았지만, 새로운 위기가 다가오고 있었다. 10월 27일 일요일 저녁 모건의 파트너 조지 퍼킨스는 11월 1일까지 적어도 2000만 달러의 자금을 준비하지 않으면, 파산할 것이라는 말을 뉴욕시에 알렸다. 시는 채권을 발행해 자금 조달하려 했지만 위기를 피하기에 충분한 금액을 모을 수 없었다. 10월 28일 월요일부터 다음 날 화요일에 걸쳐 시장, 시 간부들과 회의를 가진 J. P. 모건은 3000만 달러 상당의 시 발행 채권을 매입하여 파산이라는 ‘참극’에서 뉴욕시를 구했다.

### 서재의 드라마
힘겹게 안정을 되찾은 뉴욕이었지만 또 다른 위기가 다가오고 있었다. 11월 2일 토요일, 모건과 일행들은 시장 최대 증권사 중 하나인 ‘무어 앤 슬라이’ 증권사(Moore & Schley)가 ‘테네시 석탄 철강 철도 회사’(Tennessee Coal, Iron and Railroad Company, 이하 TC & I)의 주식을 담보로 거액의 부채를 안고 파산 직전인 것을 알게 되었다. 지금까지의 시장의 혼란에 의해 C & I 주식도 하락 우려가 생기고 있어서 주초에는 많은 은행이 무어 앤 슬라이에 대한 대출 회수에 나설 가능성이 높았다. 만약 그렇게 되면 TC & I 주식은 급락하고, 무어 앤 슬라이가 파산하여 시장에 새로운 공황을 초래할 우려가 있었다.
무어 앤 슬라이의 파산을 막기 위해 모건은 토요일 아침에 라이브러리에서 긴급회의를 소집했다. 여기에서 철강왕 앤드류 카네기의 회사와 앨버트 게리 등의 철강 회사와 합병하여 설립될 수 있도록 모건이 도움을 주었던 US 스틸이 TC & I 주식을 취득하는 제안이 이루어졌다. 이 방안이 현실화되면 무어 앤 슐레이는 사실상 효과적으로 위기를 피할 수 있었다. US 스틸의 이사회는 위기 상황에서 해야 할 역할을 인식하고 TC & I 보통주를 담보로 500만 달러를 대출해 주거나, 한 주당 $90에 주식을 취득하는 두 가지 방안을 제시했지만, 결론을 내지 못하고 그날 오후 7시에 회의는 일단 휴회되었다.
같은 무렵, JP 모건은 또 다른 난제를 안고 있었다. ‘미국신탁회사’(Trust Company of America)와 ‘링컨신탁회사’(Lincoln Trust)에서 뱅크런이 계속되고 있어 이대로 가다가는 조만간 파산 우려가 있었던 것이다. 토요일 밤 40명에서 50명의 은행가가 위기 대응을 협의하기 위해 모건의 서재에 모였다. 자금결제기구는 서재의 동쪽 방에, 신탁회사, 은행 간부들에게는 서쪽 방이 배정되었다. 모건과 무어 앤 슬라이 건을 처리하는 것은 서재로 옮겨졌다. 모건은 “무어 앤 슬라이 구제”와 두 신탁회사의 구제를 동시에 할 것이 아니라, 신탁회사의 문제는 같은 업종 신탁회사들에게 맡기자고 말했다. 모건은 서재에서 신탁 회사가 그들의 가장 약한 형제를 구제할 생각이 있다면 무어 앤 슬라이의 문제를 해결하겠다고 말했다. 은행 간부들의 협의는 토요일 밤 늦게까지 이어졌지만 아무런 진전도 보이지 않았다. 자정 무렵, 모건은 신탁회사 사장들에게 “무어 앤 슬라이 구제를 위해 2500만 달러가 필요하다. 따라서 신탁회사 간에 이 문제가 해결가능하다고 결론이 나오지 않는다면, 구제를 진행 싶지 않다”고 말했다. 이는 향후 신탁회사는 모건에서 지원을 받을 수 없으며, 자체적으로 자구책을 찾지 않으면 안 된다는 것을 시사하는 것이었다.
오전 3시에, 약 120명의 은행과 신탁 회사 간부가 모건의 서재에 모여 벤자민 스트롱에게 파산할 것 같은 신탁회사의 재무 상황에 대한 상세한 보고를 받고 있었다. 보고에 따르면, 미국신탁회사는 간신히 예금자에게 환불을 해 줄 수 있지만, 링컨신탁회사의 자산은 예금자에게 환불을 하려면 100만 달러가량 부족하다는 것이었다. 논의가 계속되고 있는 가운데, 은행가들을 모건이 그들을 서재에 가두고, 해결책을 강제하기 위해 열쇠를 자신의 주머니에 넣었음 깨닫게 된다. 이것은 과거 모건이 사용했다고 알려진 실력행사의 방책이었다. 직후 모건은 회의에 들어가서, 신탁회사에 2500만 달러를 대출해서 약한 회사를 구하도록 조언했다. 신탁회사 사장들은 여전히 마뜩찮아 했지만, 모건은 그렇지 않으면 은행 금융 시스템 전체가 붕괴가 될 것이라고 알렸다. 오전 4시 45분 모건은 우선 유니온 신탁 회사의 사장 에드워드 킹에게 약정서에 서명하게 했고, 나머지 은행장들도 그 조치를 따랐다. 따라서 상황은 해결되었고, 모건은 은행가들을 집으로 돌려보냈다.

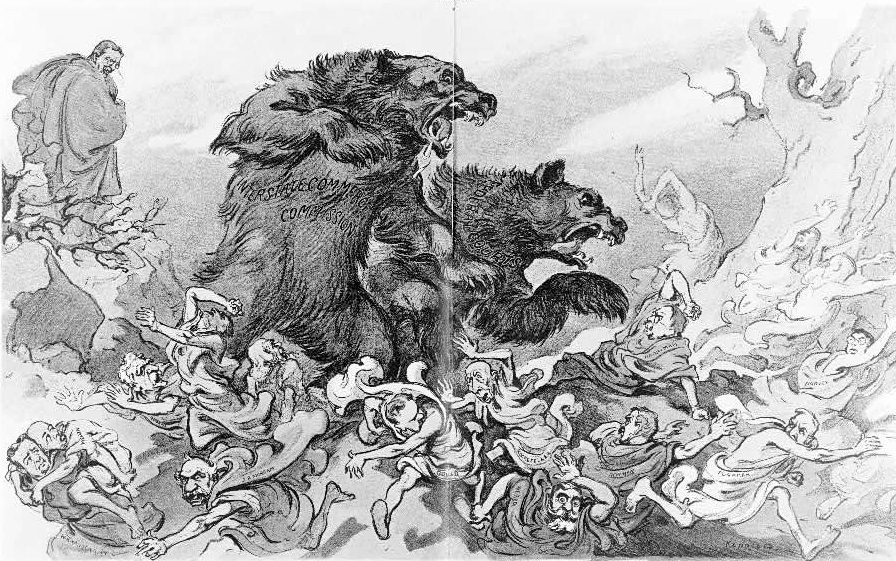
시어도어 루즈벨트가 월스트리트를 공격하는 만화

일요일 오후부터 저녁에 걸쳐 모건, 퍼킨스, 베이커 스틸먼 외에도 US 스틸의 앨버트 게리와 헨리 클레이 프릭이 모여, US 스틸과 TC & I 주식 거래에 대해 협의를 했다. 일요일 밤, US 스틸의 인수 계획이 결정되었지만, 한 가지 장애물이 남았다. 반독점주의자로 알려진 시어도어 루스벨트 대통령이 이 거래를 허용할지 여부였다.
헨리 클레이 프릭과 앨버트 게리는 밤을 새워 기차를 타로 뉴욕에서 워싱턴 D.C.의 백악관까지 루즈벨트를 설득하기 위해 특별 열차를 타고 갔다. 월요일 새벽, 워싱턴에 도착한 두 사람은 셔먼 독점금지법 적용은 일단 접어두고, 10시 시장이 열리기 전에 이 대형 인수를 인정해 달라고 루즈벨트 대통령을 설득하기 위해 백악관으로 향했다. 그러나 루즈벨트의 비서는 대통령은 10시 이전에 누구와도 만나지 않는다고 면회를 거절해 왔다. 이때 프릭과 게리는 그 자리에 마침 있던 내무부 장관 제임스 루돌프 가필드에 사정을 설명하고 부탁을 하면서 가필드가 대통령에게 직접 이야기를 전해달라고 하면서 10시 이전에 면회가 허용되었다. 시장이 열릴 때까지 한 시간도 채 남아 있지 않았지만, 루즈벨트 대통령과 국무부 장관 엘리후 루트가 회의에 참여했고, 인수 제안과 인수가 허용되지 않은 경우 발생할 수 있는 시장의 폭락에 대한 설명을 듣고 여부를 검토하였다. 루즈벨트는 결국 약해질 수밖에 없었다. 이후 그는 그 회의를 다음과 같이 상기했다. “증시가 열리기 전까지 즉석에서 결정할 수밖에 없었다. 뉴욕의 상황이 그러해서 급할 수밖에 없었다. 나는 ”그런 상황에서 매수를 반대하고 싶지 않다“고 말했다고 해서 누가 나를 정당하게 비난할 수 있을 것이라고 믿지 않았다. 그 소식이 뉴욕에 도달하자, 자신감이 치솟았다. 커머셜 앤 파이넌셜 크로니클은 ”이 거래에 의한 구제는 신속하고 철저하다“라고 논평했다. 패닉의 최후 위기가 해결된 것이다.

## 여파

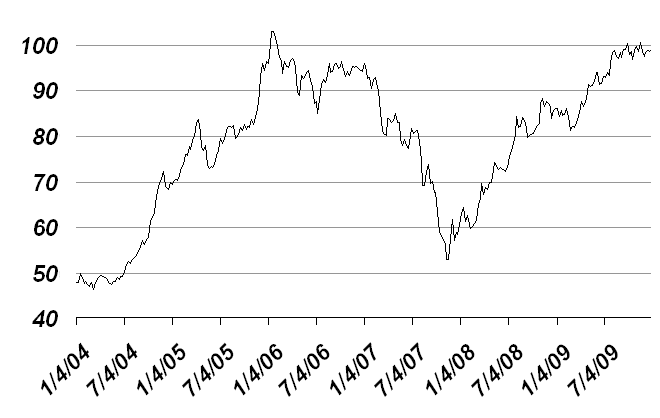
1904년 4월부터 1909년 12월의 다우존스 산업평균지수 추이. 1907년 11월 15일에 최저 $53를 기록했다

1907년 공황은 전미경제연구소가 추정한 1907년 5월부터 1908년 6월까지 걸친 장기간 불황 중에 발생했다. 금융 공황과 증시 폭락이라는 상호 관련 경기 수축에 의해 경제는 큰 타격을 받았다. 산업 생산은 그때까지 발생한 어떤 뱅크런 이후보다 떨어졌다. 그 당시까지 사상 두 번째로 많은 기업들이 도산했고, 1907년 5월부터 1908년 6월 사이의 총생산액은 5% 감소했고, 수출은 마이너스 26%로 크게 하락했다. 3% 이하였던 실업률은 8%까지 상승했고, 1907년 경에는 120만명이었던 이민자 인구가 2년 후인 1909년에는 75만명으로 줄었다. 석탄 생산량은 1907년 428.9 백만 톤에서 1908년 371.3 백만으로 13.4% 하락했고, 강철의 생산량은 1907년 23.36 백만 톤에서 1908년 14.2 백만 톤으로 40%나 감소했으며, 중공업 생산 제품의 저하율이 그 해까지 발생한 다른 위기보다 심각했다.
남북 전쟁의 종결 이후로, 미국은 다양한 공황을 경험했다. 경제학자 찰스 캘로미리스와 게리 고톤은 다수의 은행이 영업 정지에 몰린 위기의 예로 1873년 공황, 1893년, 1907년 그리고 1914년 공황을 꼽고 있다. 1884년, 1890년과 1896년에도 경제 위기가 발생했지만 1884년과 1890년의 공황은 넓은 범위에 걸친 영업 정지는 미연에 방지되었다. 또한 1896년 금융 위기에 대해서도 논의는 필요하겠지만, 패닉의 하나로 분류되기도 한다.
19세기 말부터 20세기 초에 걸쳐 위기가 빈발했기 때문에, 1907년의 금융 위기에서 J. P. 모건 개인의 거대한 역할이 두드러진 반면, 한편으로는 우려를 낳았다. 금융 관계들뿐만 아니라 일반 시민들도 금융 개혁이 불가피하다는 논란의 목소리가 터져 나왔다. 1908년 5월 〈앨드리치 브리랜드 법〉(Aldrich–Vreeland Act)이 의회를 통과했고, 공황에 대한 조사와 금융업을 규제하는 법안을 제안하는 것을 목적으로 국가통화위원회(National Monetary Commission)가 설립되었다. 공화당 넬슨 앨드리치 상원 의원(로드아일랜드 선출)은 같은 당의 에드워드 브리랜드 하원 의원과 함께 위원회의 공동 의장을 맡아 유럽 대륙의 은행 제도를 배우기 위해 약 2년간 유럽에 머물렀다.

### 중앙은행
유럽 각국과 미국의 은행 제도의 가장 큰 차이점은 유럽은 통화 공급량을 관리하는 중앙은행이 존재했고, 미국에는 존재하지 않았는 것이었다. 중앙은행이 없었기 때문에 미국 경제가 취약하다는 생각은 새삼스런 생각은 아니었다. 1906년 1월, 쿤 로브 컴퍼니의 사장인 제이컵 시프는 뉴욕 상공 회의소 연설에서 "만약 미국에 신용 기관들을 적절하게 통제하는 중앙은행을 없다면, 우리나라는 조만간 역사상 가장 심각한 금융 위기를 경험하게 될 것"이라고 경고를 했다.
이런 가운데 넬슨 앨드리치는 1910년 11월 금융 정책과 금융 제도에 대해 논의하기 위해 조지아 해안에서 약간 떨어진 지킬 섬에 있는 ‘지킬 섬 클럽’에서 비밀회의를 열었다. 앨드리치 외에 에이브러햄 피아트 앤드류(연방 재무부 차관), 폴 워버그(쿤 로브 컴퍼니 대표), 프랭크 밴드립(내셔널 시티 은행장. 스틸먼의 후계자), 헨리 데이비슨(J. P. 모건 컴퍼니 파트너), 찰스 노턴 (J. P. 모건 소유의 뉴욕 퍼스트 내셔널 은행장), 벤자민 스트롱(벙커 신탁 사장 .J. P. 모건 대리)이 회의에 참석하여, ‘국가준비은행’(National Reserve Bank) 구상을 내놓았다.
국가 금융위원회의 최종 보고서는 1911년 1월 11일에 발표되었다. 그로부터 2년에 걸친 논의 끝에 1913년 12월 23일에 의회는 로버트 오웬과 카터 글래스가 제출한 〈오웬 글래스 법〉안을 가결하였고, 우드로 윌슨 대통령은 즉시 이 법에 서명하여 연방준비제도(Federal Reserve System)를 당일 설립했다. 초대 의장은 찰스 햄린이 취임하였고, 한편 12개 은행의 연방 준비 은행 중에서 가장 중요한 은행인 ‘뉴욕 연방 준비 은행’(Federal Reserve Bank of New York) 총재는 ‘연방 공개 시장위원회’(Federal Open Market Committee) 부위원장을 역임하였고, 모건의 심복이었던 벤자민 스트롱이 임명되었다.

### 푸조 위원회

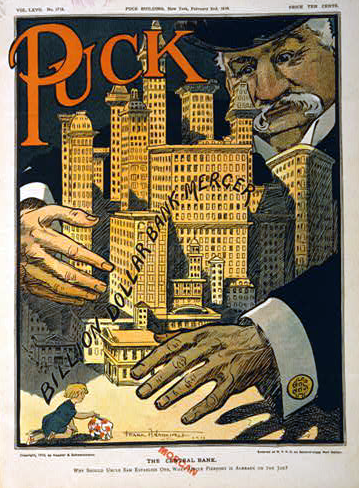
은행 통제권을 쥐고 있는 J. P. 모건의 만화

비록 모건이 공황에 잘 대처하여 일시적으로 영웅으로 비춰졌지만, 금권 정치와 집중된 부에 대한 불안으로 그러한 시각은 곧 자취를 감췄다. 모건의 은행은 위기에서 살아남았지만, 기존의 은행 라이벌로 성장하고 있던 신탁회사는 큰 타격을 받았다. 따라서 어떤 분석가들은 이 위기가 신탁회사의 신뢰를 실추시키고, 은행의 이익을 위해 기획한 사태라고 생각하는 연구자도 있었다. 또 다른 사람들은 모건이 위기를 이용하여, US 스틸이 TC & I를 획득하게 했다고 믿는 사람도 있었다. 비록 모건 자신도 공황으로 2100만 달러를 잃었지만, 위기 확산에 제동을 걸었다. 모건의 기여한 역할의 중요성에 대해서는 누구나가 인정하지만, 엄격한 조사와 비난의 대상이 되기도 했다.
하원 통화 금융위원회의 위원장 아르센 푸조 하원 의원(루이지애나 선출, 민주당)은 ‘금융 트러스트’, 즉 모건과 그 동료들의 금융계 기업 협회 (트러스트)을 조사하기 위한 위원회를 소집했다. 이 푸조 위원회(Pujo Committee)의 보고서에 따르면 JP 모건 컴퍼니의 간부가 112개 기업의 이사로 취임하고 있었고, 그 기업의 자본 총액은 225억 달러였다.(당시 뉴욕 증권 거래소 상장 기업의 자본 총액은 265억 달러였다.)
1912년 12월, 푸조 청문회에서 증언한 J. P. 모건은 수석 조사관 새뮤얼 언터미어와 치열한 공방을 나눴다. 언터미어와 모건의 유명한 공방은 은행 업무의 기본적인 심리적 본질, 즉 경제 활동은 신용에 따라 이루어진다는 본질에 닿은 것으로, 비즈니스 사설 등에서 자주 인용되었다.
언터미어 : 신용 거래는 주로 돈과 재산에 의해 결정되는 것이 아닌가요?

모건 : 그렇지 않습니다. 가장 우선적인 것은 인품입니다.

언터미어 : 돈이나 재산보다?

모건 : 돈보다 무엇보다 우선이죠. 돈은 인품을 살 수 없고... (중략) 내가 신뢰하지 못하는 인간은 기독교 세계에 존재하는 어떠한 채권을 가지고도 내게서 돈을 얻어낼 수 없었습니다.
증언을 마친 뒤 모건은 이집트 여행 중인 1913년 2월에 컨디션이 좋지 않아 같은 해 3월 31일에 사망했다. ‘금융 트러스트’가 연방준비제도(Federal Reserve System)로 발족하기 9개월 전이었다.

## 문학
업턴 싱클레어의 2008년작 〈더 머니 체인저스〉(The Money Changers)는 1907년 공황을 폭로한 것으로, 그 소설에서 J. P. 모건은 사실 그 사태를 유발시키고, 이후에 구제를 발표하는 추잡한 늙은이로 그려진다. 그 책은 그저 픽션이라는 소설로 가려졌지만, 명백하게 사실로 읽혀지길 바란 의도가 있었다.